# Pinus lambertiana
Pinus lambertiana, el pino de azúcar, es una especie arbórea de la familia de las pináceas.

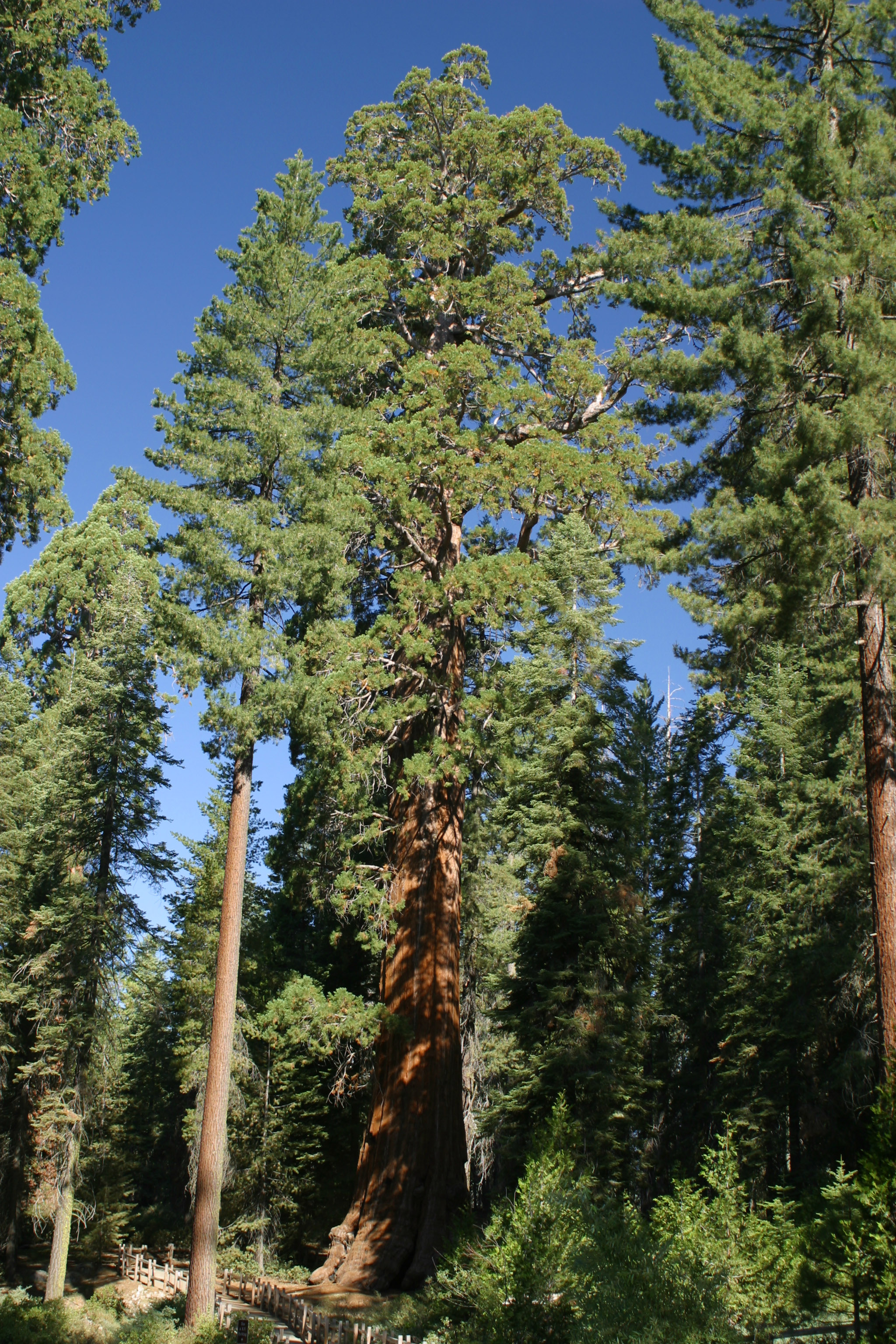
Vista del árbol

## Descripción y hábitat
Es originario de las montañas de Oregón y California al oeste de los Estados Unidos, y Baja California en el noroeste de México; específicamente la Sierra Nevada, la Cordillera de las Cascadas, la Cadena costera del Pacífico, y la Sierra de San Pedro Mártir.

## Descripción

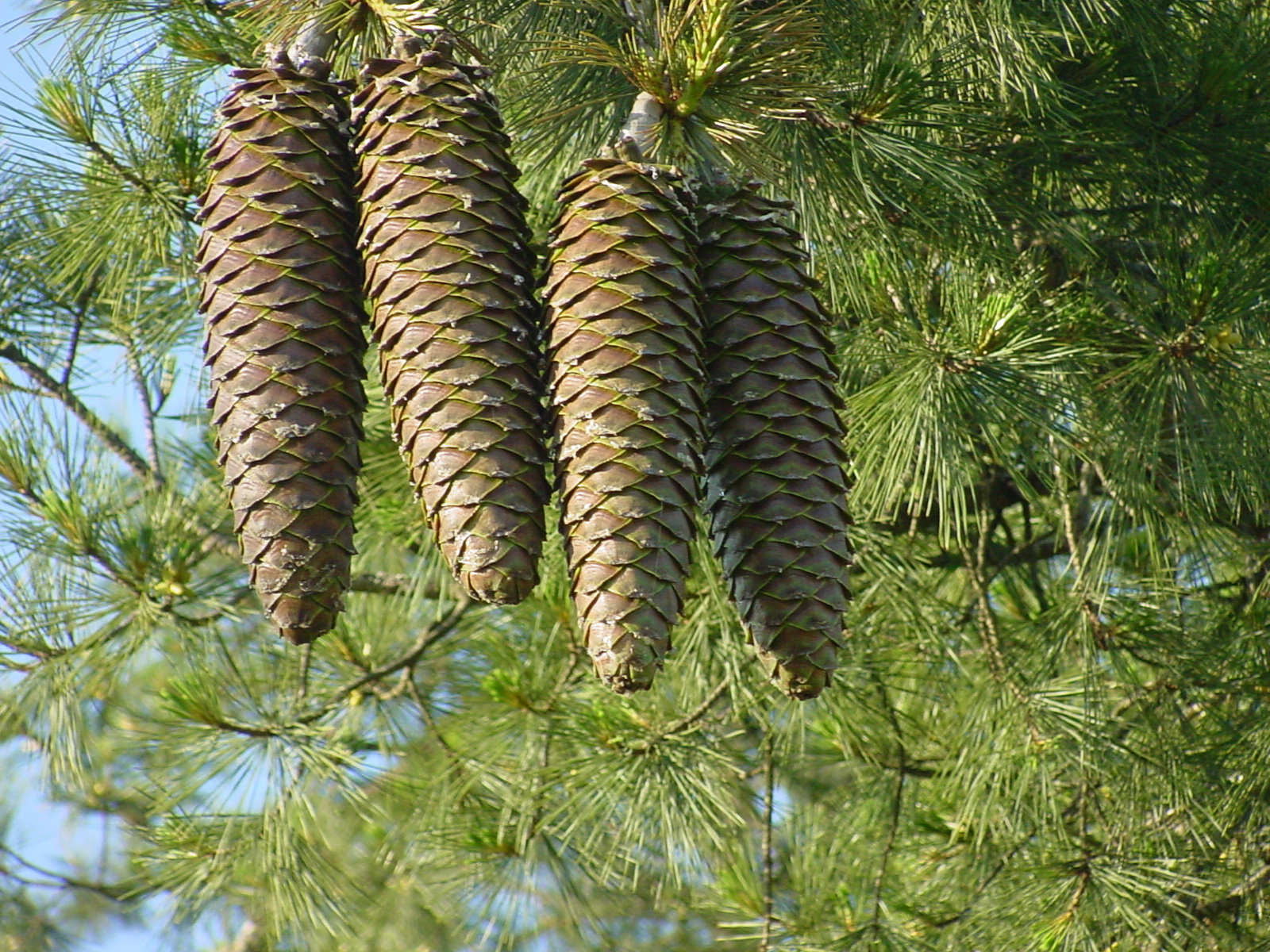
Piñas y agujas de Pino de Azúcar

Este árbol es el más grande de las especies de pino, crece comúnmente de 40 a 60 metros (130 a 200 pies) de altura, excepcionalmente hasta 81 metros (265 pies) de altura, y con un tronco del diámetro de 1.5 a 2.5 metros (5 a 8 pies), excepcionalmente 3.5 metros (11 pies).
Es un miembro del grupo de pino blanco, Pinus subgénero Strobus, y al igual que todos los miembros de ese grupo, las hojas ('agujas') están en bultos de cinco, con una envoltura de hoja caduca. Son de 6 a 11 centímetros (2 a 4 pulgadas) de largo. El pino de azúcar  se caracteriza por tener piñas más largas que cualquiera otra conífera, generalmente es de 25 a 50 centímetros (10 a 20 pulgadas) de largo, excepcionalmente hasta 66 centímetros (26 pulgadas) de largo (aunque las piñas del pino de Coulter son más sólidas). Las semillas son de 10 a 12 mm (0.4 a 0.5 pulgadas) de largo, con una aleta de 2 a 3 centímetros (0.75 a 1.2 pulgadas) que ayuda a dispersar el viento.

## Contaminación por hongos
El pino de azúcar ha sido severamente afectado por la roya vesicular del pino blanco (Cronartium ribicola), un hongo que fue accidentalmente introducido desde Europa en 1909. Una alta proporción del pino de azúcar fue atacado y muerto por la roya vesicular, sobre todo en la parte norte del rango de las especies que han experimentado el moho por un largo período de tiempo. El moho también ha destruido muchas gamas de los pinos blancos del oeste y de los pinos de corteza blanca. El Servicio Forestal de los Estados Unidos tiene un programa para el desarrollo de pinos de azúcar y pinos blancos occidentales resistentes al moho. Las plantas de semillero de estos árboles han sido introducidas en el medio silvestre. La Fundación de Pino de Azúcar en la cuenca del lago Tahoe ha tenido éxito en encontrar semillas de árboles de pino de azúcar resistentes y han demostrado que es importante para los ciudadanos particulares ayudar al Servicio Forestal de los Estados Unidos a restablecer estas especies.

## Folclore
En el mito de la creación de Ahumawi, Annikadel, el creador hace una de los "Primeros Humanos" al arrojar intencionalmente una semilla de pino de azúcar en un lugar adecuado para su crecimiento. Uno de los descendientes es el hombre Piña-Pino de Azúcar, quien tiene un agraciado hijo llamado Ahsoballache.
Después de que Ahsoballache se casara con la hija de To'kis, la mujer Ardilla, su abuelo insistió en que la nueva pareja debía tener un hijo. Con este fin, el abuelo rompe una escama de la piña del pino de azúcar, y en secreto ordena a Ahsoballache sumergirse en el manantial escondiendo su contenido adentro en una cesta cubierta. Ahsoballache realiza la labor esa noche; al siguiente amanecer, él y su esposa descubren al bebé Edechewe cerca de la cama.

## Taxonomía
Pinus lambertiana fue descrito por David Douglas  y publicado en Transactions of the Linnean Society of London 15: 500. 1827.
Etimología
Pinus: nombre genérico dado en latín al pino.
lambertiana: epíteto otorgado en honor del botánico inglés Aylmer Bourke Lambert (1761-1842).
Sinonimia
- Pinus lambertiana var. martirensis Silba
- Pinus lambertiana var. minor Lemmon
- Pinus lambertiana var. purpurea Lemmon
- Strobus lambertiana (Douglas) Moldenke[7][8]